# Monte Bolle
Il monte Bolle, conosciuto anche come monte Bolla, è un rilievo montuoso italiano appartenente alla catena delle Prealpi Bresciane e Gardesane. Si trova in Lombardia, nel comune di Nuvolera (BS). È un monte di altezza massima pari a 462,5 m.
La dorsale del monte ha andamento Ovest-Nord-Ovest Est e ha come confini naturali a Ovest il Monte Puletto, a Sud il Monte Cavallo, a Est la Valle di Nuvolera. Il roccolo sul versante sud-est ha un'altezza di 363,6 metri.

## Morfologia
La notevole presenza di rocce calcaree ha favorito molti fenomeni carsici, sono infatti visibili molti monoliti, conche e soprattutto doline, depressioni che si aprono verso grotte più profonde. Sono molto visibili anche sulle rocce dei solchi paralleli, dovuti alla facile erosione delle rocce carsiche da parte dell'acqua. Sono presenti inoltre diverse grotte, che tuttavia non superano la decina di metri di profondità. Sempre a causa del carsismo, non sono presenti sorgenti. Questo processo erosivo porta inoltre a numerose piccole frane e alla formazione di piccole piramidi di terra.

## Geologia
Il monte Bolla è formato per lo più da rocce sedimentarie, in particolare calcare e marmo formatesi tra il Triassico e l'Oligocene nel mar della Tetide, che allora ricopriva questa zona. L'innalzamento della catena iniziò 40 milioni di anni fa, nell'ambito dell'orogenesi alpina.

## Il marmo
Diverse cave di marmo si trovano alle pendici e sulle pareti laterali del monte Bolle. Una delle cave più importanti è la Cava Bolla, che sorge alle pendici del versante Sud. Le pietre estratte, sono caratterizzate da un colore beige e appartengono alla famiglia del marmo nell'accezione commerciale del termine vista la loro lucidabilità. Il marmo estratto si caratterizza per il colore beige, ed è confondibile come qualità con il marmo otticino, estratto dai monti adiacenti. Nel monte Bolle viene estratto anche il famoso marmo Primavera.

## Curiosità storiche
Sul versante Sud del monte Bolle, si trova il famoso "Bus de bola", una grotta in parte naturale, in parte artificiale, fonda alcune decine di metri. La grotta è quello che rimane di un'antica cava di zolfo. Durante gli anni della seconda guerra mondiale, il Bus de Bolla fu utilizzato come rifugio dalla popolazione locale, in fuga da bombardamenti o rappresaglie.

## Clima
Il monte Paina presenta un clima peculiare che si differenzia da quello delle zone limitrofe: durante l'estate presenta un clima più vicino a quello prealpino - subalpino, mentre d'inverno un clima tipicamente alpino, con le precipitazioni condensate in inverno e primavera.
Durante i giorni invernali, gode di un clima più mite rispetto alle zone circostanti, che sono avvolte spesso da nebbie molto fitte.

## Vegetazione
Il monte Paina, per la sua modesta altezza è per lo più caratterizzato da vegetazione di fascia mediterranea. Nella fascia mediterranea più bassa sono presenti soprattutto alberi ad alto fusto come il leccio, il carpino nero, l'orniello e la roverella. Poco più in alto si possono trovare piantagioni di castagno, avena e foraggio. Vivono in questa fascia inoltre molte specie a fusto basso o senza fusto, come l'orchidea, il cappero, il rosmarino, il ligustrello, la lantana, l'ilatro, l'alloro, l'albero di Giuda, la saponaria rossa, la frassinella, la primula, il fior d'angiolo, la valeriana rossa, lo scotano e il bagolaro.